# Лі Син Юн
Лі Син Юн (кор. 이승윤, нар. 18 квітня 1995) — південнокорейський лучник, олімпійський чемпіон 2016 року, чемпіон світу.

## Виступи на Олімпіадах
| Олімпіада           | Дисципліна             | Місце |
| ------------------- | ---------------------- | ----- |
| Ріо-де-Жанейро 2016 | індивідуальна першість | 7     |
| Ріо-де-Жанейро 2016 | командна першість      | 1     |